# Аборты в Исландии
Аборты в Исландии разрешены законом в течение первых 22 недель беременности по желанию и на более поздних сроках при угрозе жизни женщины или нежизнеспособности плода. Число абортов в Исландии в относительном выражении высоко по сравнению с другими странами Северной Европы.

## Законодательство
Аборт в Исландии был легализован по ряду оснований с 22 мая 1975 года. Хотя закон не позволял совершать аборт по желанию, он мог быть осуществлён в силу различных медицинских и социальных обстоятельств. С медицинской точки зрения, аборт являлся легальным, если беременность угрожала физическому или психическому здоровью женщины, если плод имел серьёзный врождённый дефект, или если женщина считалась неспособной ухаживать за ребёнком из-за своего возраста или психического состояния. Социальные показания для аборта были следующими: если беременность являлась результатом изнасилования или инцеста; если женщина имела несколько детей с короткими периодами между беременностями; если женщина находилась в особенно трудном семейном положении; если плохое здоровье женщины или её партнёра не позволяло им ухаживать за ребёнком. Все исландские женщины, проходящие процедуру аборта, должны были получить консультирование до и после процедуры, включая обучение контрацепции. Совершение незаконного аборта влекло наказание в виде лишения свободы от пяти до семи лет. 
В 2017 году правительство предложило внести поправки в закон об абортах, чтобы вместо термина «аборт» (исл. fostureyðing, дословно — «ликвидация плода») для его описания использовали формулировку «прерывание беременности» (þungunarrof), а пациенткам больше не требовалось заключение двух специалистов для допуска к процедуре. 
В мае 2019 года парламент Исландии принял закон о легализации абортов по желанию в течение первых 22 недель после зачатия; он вступил в силу 1 сентября того же года. Ранее аборт был легален, если выполнялся в течение первых 16 недель беременности, кроме случаев, когда она угрожала здоровью женщины или плод был деформирован.

## Статистика
В исследовании, опубликованном в 2003 году, было обнаружено, что в период с 1976 по 1999 год уровень абортов в Исландии вырос на 133 %, увеличившись с 9,4 аборта на 1000 женщин до 21,9 на 1000 женщин, с высоким региональным уровнем в районе Рейкьявика. Авторы отметили, что число абортов в Исландии было выше, чем в любой из других стран Северной Европы, что объясняется недостаточным половым воспитанием, ранним началом половой жизни и менее эффективным использованием контрацептивов в Исландии.
По состоянию на 2018 год уровень абортов в Исландии составил 12,8 аборта на 1000 женщин в возрасте 15—44 лет.